# Mark Ryan
Mark Ryan (Doncaster, 7 giugno 1956) è un attore britannico.

## Biografia
Nato nello Yorkshire da una famiglia di lunga tradizione militare, Ryan è divenuto attore combinando il suo lavoro nelle forze armate britanniche, divenendo direttore delle Forze Speciali ed in seguito investigatore privato per gli USA.

## Filmografia parziale

### Cinema
- Il fantasma dell'opera (The Phantom of the Opera), regia di Dwight H. Little (1989)
- Charlie's Angels, regia di McG (2000)
- The Prestige, regia di Christopher Nolan (2006)
- Transformers - L'ultimo cavaliere (Transformers: The Last Knight), regia di Michael Bay (2017)
- Peterloo, regia di Mike Leigh (2018)

### Televisione
- Robin Hood - serie TV, 24 episodi (1984-1986)
- Frasier - serie TV, episodio 5x10 (1998)
- JAG - serie TV, episodio 6x15 (2001)
- Alias - serie TV, episodio 4x02 (2005)
- Community - serie TV, episodio 4x03 (2013)
- Black Sails - serie TV, 8 episodi (2014)

### Doppiatore
- Transformers, regia di Michael Bay (2007)
- Transformers - La vendetta del caduto (Transformers: Revenge of the Fallen), regia di Michael Bay (2009)
- Transformers 3, regia di Michael Bay (2011)
- Transformers 4 - L'era dell'estinzione (Transformers: Age of Extinction), regia di Michael Bay (2014)
- Transformers - L'ultimo cavaliere (Transformers: The Last Knight), regia di Michael Bay (2017)